# Sanguirana aurantipunctata
Espèce
Sanguirana aurantipunctata est une espèce d'amphibiens de la famille des Ranidae.

## Répartition
Cette espèce est endémique de Luçon aux Philippines.

## Publication originale
- Fuiten, Welton, Diesmos, Barley, Oberheide, Duya, Rico & Brown, 2011 : A New Species of Stream Frog (Sanguirana) from the Mountains of Luzon Island, Philippines. Herpetologica, vol. 67, no 1, p. 89-103 (texte intégral).